# Drosophila brahmagiriensis
Drosophila brahmagiriensis este o specie de muște din genul Drosophila, familia Drosophilidae, descrisă de Muniyappa, Reddy și Krishnamurthy în anul 1981. Conform Catalogue of Life specia Drosophila brahmagiriensis nu are subspecii cunoscute.